# کلیسای گریگور روشنگر مقدس (نوراتوس)
کلیسای گریگور روشنگر مقدس (ارمنی: Սուրբ Գրիգոր Լուսավորիչ եկեղեցի (Նորատուս)) یک کلیسا متعلق به کلیسای حواری ارمنی واقع در شهر نوراتوس، استان گغارکونیک ارمنستان می‌باشد. ساخت و ساز این ساختمان در سده ۱۰ میلادی؛ به پایان رسید. این بنا به سبک معماری ارمنی طراحی شده است.